# Монжита чорновуса
Монжи́та чорновуса (Nengetus cinereus) — вид горобцеподібних птахів родини тиранових (Tyrannidae). Мешкає в Південній Америці. Раніше цей вид відносили до роду Монжита (Xolmis), однак за результатами молекулярно-генетичного дослідження, результати якого були опубліковані у 2020 році, він був переведений до відновленого монотипового роду Чорновуса монжита (Nengetus).

## Опис
Довжина птаха становить 23 см. Виду не притаманний статевий диморфізм. Голова і верхня частина тіла попелясто-сірі. Над очима широкі білі "брови". Крила чорні, біля основи махових пер біла пляма, помітна в польоті. Хвіст чорний, стернові пера на кінці білі. Горло біле, під дзьобом чорні "вуса". Груди сірі, живіт білуватий. Райдужки червоні.

## Підвиди
Виділяють два підвиди:
- N. c. cinereus (Vieillot, 1816) — південний Суринам (Сипалівіні), східна Бразилія (від Амапи і Мараньяну на південь до Ріу-Гранді-ду-Сул), північно-східна Аргентина (Місьйонес), Уругвай;
- N. c. pepoaza (Vieillot, 1823) — крайній південний схід Перу (схід Мадре-де-Дьйос), Болівія, південно-західна Бразилія (південь Мату-Гросу-ду-Сул), Парагвай і північна Аргентина (на південь до Тукумана і північно-східного Буенос-Айреса).

## Поширення і екологія
Чорновусі монжити мешкають в Бразилії, Суринамі, Перу, Болівії, Аргентині, Парагваї і Уругвай. Вони живуть в саванах серрадо, на сухих і вологих луках (зокрема на заплавних), на пасовищах, поблизу людських поселень. Зустрічаються на висоті до 1200 м над рівнем моря. Живляться комахами, яких ловлять в польоті або на землі. Гніздо відкрите, чашоподібне, робиться з гілочок і стебел, встелюється корінцями, пір'ям і пухом, розміщується на дереві. В кладці 2-3 яйця.